# Исварадатта
Исварадатта — правитель древнеиндийского государства Западных Кшатрапов во II или III веке.

## Биография
Монеты с именем Исварадатты встречаются в обнаруженных кладах времен правления Западных Кшатрапов. При этом Исварадатта не называет имени своего отца, а найденный нумизматический материал, несмотря на сходство с другими монетами, не позволяет точно определить год выпуска, так как датирован непривычным способом. Поэтому большинство исследователей полагают, что Исварадатта не был представителем правящей династии.
По мнению П. Тэндона, относящего начало правления Исварадатты к 164 году сакской эры (242 год н. э.), тот вёл борьбу с Виджаясеной. Другие исследователи относят узурпацию Исварадатты ко времени жизни Рудрасимхи I. Так С. Кайлаш указывает, что Исварадатта, являясь армейским военачальником, при возможной поддержке царей Сатаваханы, сверг Рудрасимху в 188 году н. э., после чего бывший махашатрап был вынужден на несколько лет удовольствоваться титулом кшатрапа, пока не вернул себе верховную власть. Схожую позицию относительно даты переворота Исварадатты занял А. Бхандаркар. По предположению Э Рэпсона, речь идет о 236 годе н. э., а Исварадатта происходил из рода властителей Абхиры. Возможно, что Исварадатта и правитель Абхиры Исварасена, сын Сивадатты, – это одно лицо. 
Но царствование Исварадатты, судя по датировке его монет, в любом случае вряд ли длилось недолго.